# Carn picada

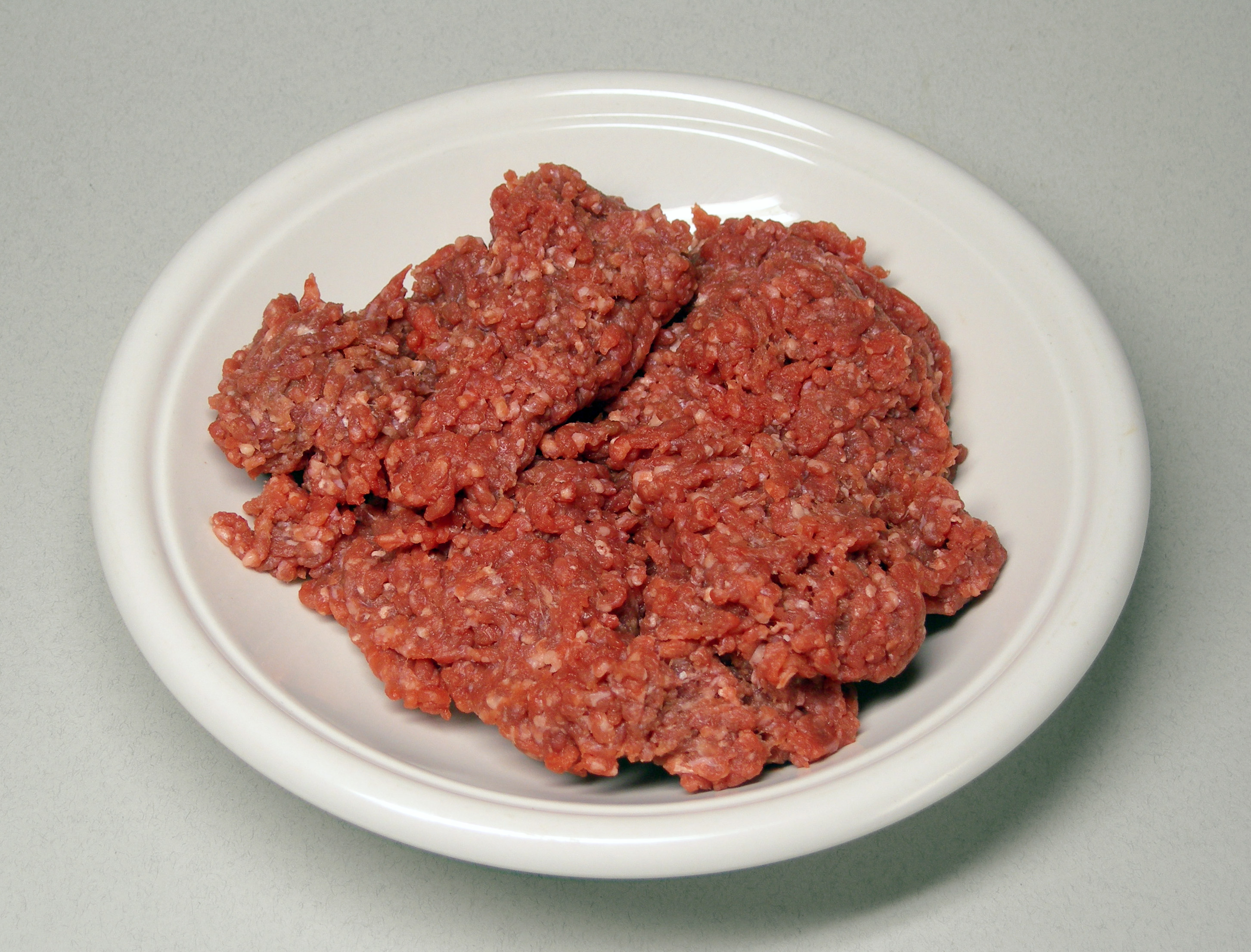
Plat amb una porció de carn picada de boví

La carn picada, carn capolada, carn picolada, carn trinxada o xixina (castellanisme)  (o picolat a la Catalunya del Nord i trinxat a Reus) és una preparació de carn amb objectius culinaris, per a la qual s'esmicolen i es tallen finament els músculs, greixos i nervis mitjançant una màquina de picar carn, un ganivet, una mitjalluna, o més recentment un robot de cuina, etc. Les carns picades poden ser de porc, vedella, xai, pollastre o altre aviram.
La carn picada és un producte bàsic de carnisseria de qualsevol intent racional d'aprofitament de totes les parts comestibles d'un animal sacrificat. És la manera d'oferir preparacions que permetin d'aprofitar i fer igualment apreciables o agradables tots els talls de l'animal, que no tenen el mateix aspecte, textura, o gust.
La carn picada en principi té bona acceptació entre els consumidors perquè essent finament picada ofereix una superfície més gran, apareix amb una mateixa textura homogènia, pot tenir un gust més accentuat segons els condiments afegits, i és més fàcil de mastegar.

## Utilització
La carn picada és quasi universal. No existeix cuina o gastronomia que no la incloga en algun dels seus plats. Es pot dir que és molt coneguda com l'ingredient principal de les pilotes d'escudella, els caulets, les hamburgueses i les mandonguilles. La carn picada pot tenir tres possibles destinacions: l'elaboració d'embotits, el procés culinari normal, o l'envasat per a conservació. En el cas d'embotits hi ha les populars botifarres i salsitxes. També s'usa per a farcits d'aviram, d'hortalisses, de fruites (préssec, pera, poma), calamars, etc.
A la cuina dels Països Catalans és habitual afegir ingredients trinxats a la carn picada, tant si és per a fer-ne mandonguilles, hamburgueses o pilota; com típicament ou batut, pa ratllat, ceba, all, julivert i de vegades altres herbes mediterrànies o coses diferents, com per exemple cansalada o bolets. Aquesta idea d'aprofitar que la carn és picada per a introduir-hi altres sabors és bastant habitual a la cuina mediterrània en general, on es pot afegir també ceba, all i julivert o, per exemple, menta fresca. A la cuina de l'Europa de l'est, com la russa, és habitual farcir les hamburgueses amb una bola de mantega a dins, que fon a la cocció, o de vegades també amb ingredients diferents, que es col·loquen al mig.

## Conservació i manipulació
El que és més recomanable és que la carn picada siga consumida com més aviat millor, a causa del fet que després del procés de picat la carn posseeix una més gran superfície i és més fàcilment objecte de possibles cultius bacterians. Per altra banda, la major superfície afecta l'oxidació de la carn i en disminueix les qualitats d'aroma i sabor. Les normes comunitàries esmenten que la carn picada congelada ha de provenir de carn fresca desossada i mantenir-se a una temperatura equivalent o inferior a -18 °C. D'acord amb les normes, els temps màxims de magatzematge de carn picada congelada són de divuit mesos si és cap de bestiar, dotze mesos per a l'ovina i sis mesos per a la de porc. Per a la carn picada conservada al fred s'empra un termini màxim de sis dies després del sacrifici dels animals, amb l'excepció dels quinze dies que s'estableixen per a la carn de cap de bestiar desossat i envasada al buit.

## Condicions d'higiene
Si no es conserva adequadament, la carn és un cultiu ideal per als bacteris. La seua mala conservació o la mala elaboració poden implicar malalties provocades per bacteris tals com: l'Escherichia coli, la Salmonel·la i la listeria. Per a evitar la propagació dels bacteris en aquests preparats de carn, la indústria manufacturera hi afegeix lactobacils procedents de productes tals com el iogurt i el formatge. És un bon costum que el picat de la carn es practiqui amb el màxim de neteja i higiene possibles, sense arribar a alterar el caràcter organolèptic del producte, ni ser capaç de produir contaminacions bacterianes molt perilloses per a la salut.

### Unió Europea
A la Unió Europea existeix legislació especial per la manipulació i higiene d'aliments d'origen animal amb l'objecte de controlar i evitar la propagació de l'encefalopatia espongiforme (malaltia de les vaques boges) de carns de bovins com la de bou o de vedella. Per a tal efecte existeixen diverses normatives que incideixen en la traçabilitat i en la reglamentació de la informació existent als envasos i l'etiquetatge dels productes que contenen carn picada.